# Le Pouvoir des mots
Albums de Gilles Servat
La liberté brille dans la nuit
(1975) Chantez la vie, l'amour et la mort
(1977)
Le Pouvoir des mots est le cinquième album studio de Gilles Servat, paru en 1976 chez Kalondour. Ce 33 tours n’a jamais été réédité en CD. 

## Description des chansons
Koroll Ar C'hleze (« Danse du glaive ») est tirée du Barzaz Breiz de La Villemarqué. Le journaliste André-Georges Hamon commente ce choix de chanson : « Force de la nature, l'homme se ménage des temps d'explosion nécessaires ».
Le Départ du partisan est une version modifiée de La Blanche Hermine.

## Titres de l'album
1. Koroll Ar C'hleze (Gilles Servat) - 1:45
2. En Tu All d'Ar Gorre (Gilles Servat) - 3:16
3. Ur Bez E Dulenn (Gilles Servat) - 1:27
4. Daou Dewezh Eus Maria Otaegui (Gilles Servat) - 3:06
5. Komzit Brezhoneg Gant Ho Pugale (Gilles Servat) - 3:26
6. Le Départ du partisan (Gilles Servat) - 3:23
7. Classes (Gilles Servat) - 2:41
8. Exode (Gilles Servat) - 1:58
9. Chanson pour le baptême de Virginie (Gilles Servat) - 4:20
10. Triskell d'or 1975 ( Gilles Servat) - 3:58